# ケプラー20c
ケプラー20c（英語: Kepler-20c）は、地球から見てこと座の方向に約900光年離れたところにある太陽よりやや小さなG型主系列星ケプラー20Aの周囲を公転している太陽系外惑星である。連星系であるケプラー20系の主星であるケプラー20Aを公転していることから、ケプラー20Acとも呼称される。2011年にケプラー宇宙望遠鏡によるトランジット法での観測結果から発見され、同じくケプラー20Aを公転している他の4個の惑星と共に公表された。2023年に公表された研究結果では質量は地球の約11倍、半径は約2.9倍とされ、地球と海王星の中間程度であるサブ・ネプチューンクラスの規模を持つ惑星であると考えられている。10日余りの公転周期で主星の首位を公転している。
| 海王星 | ケプラー20c |
| ------ | ----------- |
| 海王星 | Exoplanet   |